# Dodekagontal
Dodekagontal är en sorts figurtal som representerar en dodekagon. Dodekagontalet för n ges av formeln 
{\displaystyle D_{n}=5n^{2}-4n}
Dodekagontalet för n kan också beräknas som summan av n i kvadrat och det (n − 1):te rektangeltalet multiplicerat med fyra.
{\displaystyle D_{n}=n^{2}+4(n-1)((n-1)+1)}
{\displaystyle D_{n}=n^{2}+4(n^{2}-n)}
Dodekagontal har konsekvent omväxlande paritet. Alltså, om det n:te dodekagontalet är ett jämnt tal så är det (n + 1):te dodekagontalet ett udda tal och vice versa. Dessutom, i basen 10, slutar dodekagontal med siffror som följer mönstret 1, 2, 3, 4, 5, 6, 7, 8, 9, 0.
De första dodekagontalen är (talföljd A051624 i OEIS):
0, 1, 12, 33, 64, 105, 156, 217, 288, 369, 460, 561, 672, 793, 924, 1065, 1216, 1377, 1548, 1729, 1920, 2121, 2332, 2553, 2784, 3025, 3276, 3537, 3808, 4089, 4380, 4681, 4992, 5313, 5644, 5985, 6336, 6697, 7068, 7449, 7840, 8241, 8652, …